# Hecalapona severa
Hecalapona severa är en insektsart som beskrevs av Delong och Freytag 1975. Hecalapona severa ingår i släktet Hecalapona och familjen dvärgstritar. Inga underarter finns listade i Catalogue of Life.